# Бабенко Потап Васильович
Потап Васильович Бабенко (Бобенко) (1888, село Нікольське Старобільського повіту Харківської губернії, тепер Луганської області — 29 листопада 1950, Панфіловський район Фрунзенської області Киргизької РСР, тепер Чуйська область, Киргизстан) — радянський діяч, голова колгоспу «За линию ЦК ВКП(б)» Панфіловського району Фрунзенської області Киргизької РСР. Депутат Верховної ради СРСР 3-го скликання. Герой Соціалістичної Праці (26.03.1948).

## Життєпис
Народився в селянській родині. У 1899 році закінчив трикласну церковнопарафіяльну школу. Працював у сільському господарстві.
У 1914—1918 роках служив у російській імператорській армії, учасник Першої світової війни.
З 1918 по 1921 рік — у Червоній армії, воював біля Москви та в Середній Азії.
У 1921 році переселився із родиною до села Василівки в Чуйській долині Киргизької АРСР, орендував землю, займався сільським господарством.
З 1930 року працював рахівником сільськогосподарської артілі із спільного обробітку землі (потім колгоспу) села Василівки Киргизької АРСР.
Член ВКП(б) з 1935 року.
У 1938 — 29 листопада 1950 року — голова колгоспу «За лінію ЦК ВКП(б)» села Вознесеновка Калінінського (з 1942 року — Панфіловського) району Фрунзенської області Киргизької РСР. Вивів колгосп у передові сільськогосподарські підприємства Панфіловського району. Під час його керівництва колгоспом поголів'я великої худоби зросло вдвічі. У 1947 році колгосп здав державі в середньому по 30,4 центнерів зернових та 443 центнери цукрових буряків з кожного гектара.
Указом Президії Верховної Ради СРСР від 26 березня 1948 року Потапу Бабенку присвоєно звання Героя Соціалістичної Праці з врученням ордена Леніна та золотої медалі «Серп і Молот».
Помер 29 листопада 1950 року.

## Нагороди
- Герой Соціалістичної Праці (26.03.1948)
- орден Леніна (26.03.1948)
- орден Трудового Червоного Прапора (9.06.1947)
- орден Червоної Зірки (26.02.1946)
- медаль «За доблесну працю у Великій Вітчизняній війні 1941—1945 рр.» (1945)
- медаль «За трудову доблесть» (31.01.1941)